# OutRunners
OutRunners (яп. アウトランナーズ Аутораннадзу) — игра серии OutRun, разработанная компанией AM1 для аркадного автомата и консоли Mega Drive/Genesis. Эта игра была наиболее успешной для автомата Sega System Multi 32 и последней успешной двумерной игрой Sega.
OutRunners также планировали портировать на Game Gear, но в итоге создание этой версии было отменено.

## Игровой процесс
После выхода игры Turbo OutRun, поклонники серии хотели игру, которая была бы похожей на первый OutRun. В игру вернули развилки, которые были в OutRun. Впервые в серии можно было выбрать любой автомобиль.
В этой игре, так же как и в OutRun, можно было соревноваться с восемью соперниками при условии, что соединены четыре аркадных автомата.

### Карта участков трасс

#### Старт сСан-Франциско
| Номер уровня  | Номер уровня | Номер уровня | Номер уровня     | Номер уровня                            |
| 1             | 2            | 3            | 4                | Финиш                                   |
| ------------- | ------------ | ------------ | ---------------- | --------------------------------------- |
|               |              |              |                  | Кения                                   |
|               |              |              | Египет           |                                         |
|               |              | Гонконг      |                  | Испания                                 |
|               | Остров Пасхи |              | Средиземное море |                                         |
| Сан-Франциско |              | Япония       |                  | Атлантический океан (подземный туннель) |
|               | Гавайи       |              | Франция          |                                         |
|               |              | Китай        |                  | Швейцария                               |
|               |              |              | Германия         |                                         |
|               |              |              |                  | Северная Европа                         |

#### Старт сГранд-Каньона
| Номер уровня | Номер уровня       | Номер уровня                            | Номер уровня     | Номер уровня |
| 1            | 2                  | 3                                       | 4                | Финиш        |
| ------------ | ------------------ | --------------------------------------- | ---------------- | ------------ |
|              |                    |                                         |                  | Россия       |
|              |                    |                                         | Германия         |              |
|              |                    | Швейцария                               |                  | Китай        |
|              | Ниагарский водопад |                                         | Франция          |              |
| Гранд-Каньон |                    | Атлантический океан (подземный туннель) |                  | Япония       |
|              | Южная Америка      |                                         | Средиземное море |              |
|              |                    | Испания                                 |                  | Гонконг      |
|              |                    |                                         | Египет           |              |
|              |                    |                                         |                  | Австралия    |

### Машины
Все автомобили в OutRunners являются вымышленными, но имеют сходство с реальными автомобилями. Примечательно, что Speed Buster похож на Ferrari Testarossa из Out Run. Каждый автомобиль имеет своего собственного водителя и пассажира и имеют свои собственные уникальные трюки, если игрок достиг цели. Каждый автомобиль имеет разные переключения коробки передач: от двух до шести.
| Название         | Цвет                | Реальное название машины     | Трансмиссия   |                                                                                            |
| ---------------- | ------------------- | ---------------------------- | ------------- | ------------------------------------------------------------------------------------------ |
| Easy Handling    | Синий               | Porsche 914                  | 5-ступенчатая | Едет в Кению, пассажир похожа Опру Уинфри и водитель на Билли Оушена.                      |
| Smooth Operator  | Серебряный          | Honda NSX                    | 2-ступенчатая | Едут в Японию, водитель и пассажир являются фотографами.                                   |
| Bad Boy          | Чёрный              | Shelby Cobra                 | 5-ступенчатая | Едут в Южную Америку, водитель и пассажир похожи на Тельму и Луизу из одноимённого фильма. |
| The Road Monster | Розовый             | Cadillac Eldorado            | 3-ступенчатая | Едет одни в Австралию, водитель одет как Элвис Пресли.                                     |
| Quick Reactor    | Оранжевый           | Fiat 500                     | 4-ступенчатая | Едут в Россию, водитель и пассажир — сильные мужчины.                                      |
| Wild Chaser      | Зелёный             | Meyers Manx                  | 3-ступенчатая | Уезжает в Гавайи, пассажир похожа на Маргарет Тэтчер.                                      |
| Mad Power        | Жёлтый              | Lamborghini Diablo           | 6-ступенчатая | Едут в Испанию, пассажир похожа на Дорис Дэй и водитель на Майкла Джексона.                |
| Speed Buster     | Красный             | Ferrari Testarossa           | 2-ступенчатая | Едут в Сан-Франциско, персонажи были взяты из Out Run.                                     |
| Virtua Formula   | Красный/Белый/Синий | Машина из игры Virtua Racing | 2-ступенчатая | Секретная машина, доступная только в версии Mega Drive.                                    |

## Камео и пародии

Плакат с ежом Соником.

- Ёж Соник и Майлз «Тейлз» Прауэр появляются в начальной заставке игры в версии для Mega Drive. Они оба управляют самолётом «Торнадо» и рисуют слово «Sega».
- На старте можно увидеть рекламный щит со словом «Broad Bean», что является пародией на талисман производителей шин Michelin Бибендума.
- В версии игры для Mega Drive можно найти секретную машину из игры Virtua Racing.

## Музыка

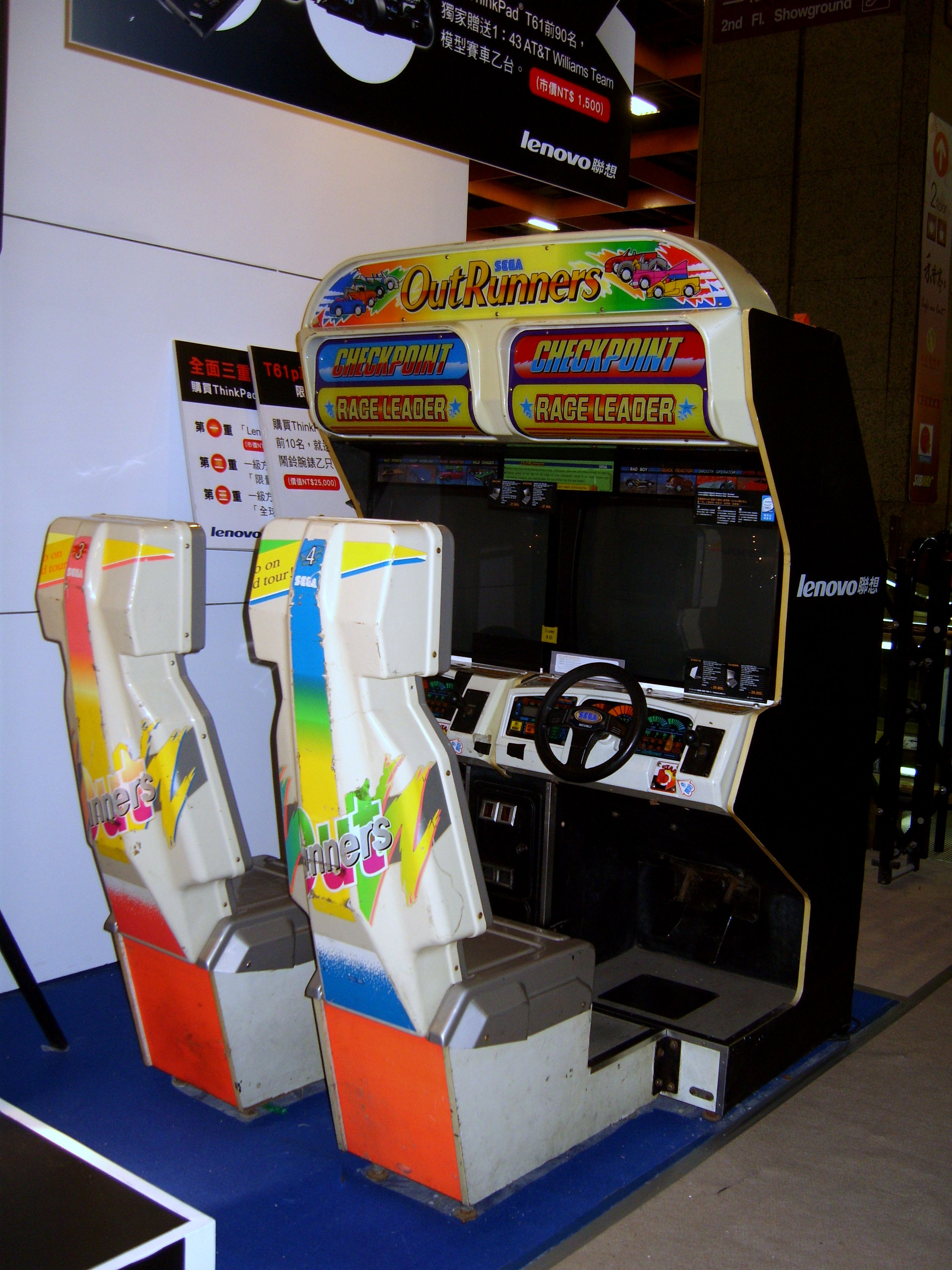
Аркадный автомат OutRunners для двух игроков.

В OutRunners можно переключать музыку через воображаемые радиоканалы.

Как и вы игре OutRun, в OutRunners можно переключать музыку через воображаемые радиоканалы. Позже такая концепция была применена в сериях игр Grand Theft Auto и Burnout.
- Magical Sound Shower (играет в машине Speed Buster)
- Passing Breeze
- Splash Wave (играет в машине Mad Power)
- Picture the Rivers (играет в машине Smooth Operator)
- Blow Your Cool (играет в машине Bad Boy)
- Looking for the Rainbow (играет в машине Quick Reactor)
- Speed King (играет в машине Easy Handling)
- Adventure (играет в машине Wild Chaser)
- Sonic Control (играет в машине The Road Monster)
- Last Wave
- Meaning of the Light
- Mega Driver (играет при выборе машины)
- Jingle Bells
- Dream Flying (музыка играет во время последнего чекпоита, инструментальная версия музыки из уровня «Green Hill Zone» из игры Sonic the Hedgehog)

## Порт наMega Drive/Genesis
Порт игры на консоль Sega Mega Drive осуществила компания Data East в 1994 году. Отличий от оригинала немного. Экран игры был разделён на две части в однопользовательском режиме: в одном играет игрок, в другом машиной управляет искусственный интеллект. Из-за этого игра получила много негативных рецензий.